# Pat O'Hara Wood
Hector «Pat» O'Hara Wood (Melbourne, Austràlia, 30 d'abril de 1891 − Richmond, Austràlia, 3 de desembre de 1961) va ser un tennista australià actiu durant les dècades 1910 i 1920.
En el seu palmarès destaquen dos títols individuals a l'Australasian Championships. El seu germà gran Arthur O'Hara Wood també va ser tennista i guanyar el mateix títol anteriorment.
Es va casar el 3 d'agost de 1923 amb la també tennista australiana Meryl Waxman a Melbourne.
L'any 1916 es va allistar a l'Australian Army i va ascendir a capità.

## Torneigs de Grand Slam

### Individual: 2 (2−0)
| Resultat  | Núm. | Any  | Campionat                      | Oponent       | Marcador                |
| --------- | ---- | ---- | ------------------------------ | ------------- | ----------------------- |
| Guanyador | 1.   | 1920 | Australasian Championships     | Ronald Thomas | 6−3, 4−6, 6−8, 6−1, 6−3 |
| Guanyador | 2.   | 1923 | Australasian Championships (2) | Bert St. John | 6−1, 6−1, 6−3           |

### Dobles masculins: 11 (5−6)
| Resultat  | Núm. | Any  | Campionat                      | Parella          | Oponents                       | Marcador                 |
| --------- | ---- | ---- | ------------------------------ | ---------------- | ------------------------------ | ------------------------ |
| Guanyador | 1.   | 1919 | Australasian Championships     | Ronald Thomas    | James Anderson Arthur Lowe     | 7−5, 6−1, 7−9, 3−6, 6−3  |
| Guanyador | 2.   | 1919 | Wimbledon Championships        | Ronald Thomas    | Rodney Heath Randolph Lycett   | 6−4, 6−2, 4−6, 6−2       |
| Guanyador | 3.   | 1920 | Australasian Championships (2) | Ronald Thomas    | Horace Rice Roy Taylor         | 6−1, 6−0, 7−5            |
| Finalista | 1.   | 1922 | Wimbledon Championships        | Gerald Patterson | James Anderson Randolph Lycett | 6−3, 9−7, 4−6, 3−6, 9−11 |
| Finalista | 2.   | 1922 | US Championships               | Gerald Patterson | Vincent Richards Bill Tilden   | 6−4, 1−6, 3−6, 4−6       |
| Guanyador | 4.   | 1923 | Australasian Championships (3) | Bert St. John    | Dudley Bullough Horace Rice    | 6−4, 6−3, 3−6, 6−0       |
| Finalista | 3.   | 1924 | Australasian Championships     | Gerald Patterson | James Anderson Norman Brookes  | 2−6, 4−6, 3−6            |
| Finalista | 4.   | 1924 | US Championships (2)           | Gerald Patterson | Howard Kinsey Robert Kinsey    | 5−7, 7−5, 9−7, 3−6, 4−6  |
| Guanyador | 5.   | 1925 | Australasian Championships (4) | Gerald Patterson | James Anderson Fred Kalms      | 6−4, 8−6, 7−5            |
| Finalista | 5.   | 1925 | Australasian Championships (2) | James Anderson   | John Hawkes Gerald Patterson   | 1−6, 4−6, 2−6            |
| Finalista | 6.   | 1926 | Australasian Championships (3) | Ian McInnes      | John Hawkes Gerald Patterson   | 6−8, 2−6, 1−6            |

### Dobles mixts: 1 (1−0)
| Resultat  | Núm. | Any  | Campionat               | Parella         | Oponents                       | Marcador |
| --------- | ---- | ---- | ----------------------- | --------------- | ------------------------------ | -------- |
| Guanyador | 1.   | 1922 | Wimbledon Championships | Suzanne Lenglen | Elizabeth Ryan Randolph Lycett | 6−4, 6−3 |

### Equips: 3 (0−3)
| Resultat  | Núm. | Data                                        | Torneig                                    | Superfície | Equip                                              | Oponents                                                                      | Marcador |
| --------- | ---- | ------------------------------------------- | ------------------------------------------ | ---------- | -------------------------------------------------- | ----------------------------------------------------------------------------- | -------- |
| Finalista | 1.   | 30 de desembre de 1920 − 1 de gener de 1921 | Copa Davis, Auckland, Nova Zelanda         | Gespa      | Norman Brookes Rodney Heath Gerald Patterson       | Charles Garland Bill Johnston Bill Tilden Watson Washburn Richard N. Williams | 0−5      |
| Finalista | 2.   | 1 − 5 de setembre de 1922                   | Copa Davis, Forest Hills, Estats Units (2) | Gespa      | James Anderson Gerald Patterson Rupert Wertheim    | Bill Johnston Vincent Richards Bill Tilden Richard N. Williams                | 1−4      |
| Finalista | 3.   | 11 − 13 de setembre de 1924                 | Copa Davis, Filadèlfia, Estats Units (3)   | Gespa      | Francis Kalms Gerald Patterson Richard Schlesinger | Howard Kinsey Bill Johnston Vincent Richards Bill Tilden                      | 0−5      |